# Горски скакалец
Горският скакалец (Isophya speciosa) е най-дребният скакалец, разпространен в нашите ширини. Тъй като, освен тревисти растения, предпочита някои широколистни дървесни видове (дъб, габър, клен), лоза, а от овощните видове – круша и слива, по-широко разпространение има в подножието на Средна гора и Добруджа. Широколистните дървесни видове са неговият пръв гостоприемник, от които той се прехвърля върху посевите от най-вече бобови култури.

### Морфологични особености
- Възрастно насекомо. Има жълточервено оцветяване на тялото, изпъстрено по гърба с черни и жълти точки, ивици и петна. Антените имат размера на тялото, а яйцеполагалото е късо, сърповидно, назъбено в края. Дължината на тялото е 18-25 мм. Женските индивиди имат зачатъчни крила, а при мъжките те са по-добре развити.
- Яйцето и ларвата са както при зеления скакалец.

### Биологични особености
- Горският скакалец развива едно поколение годишно и зимува като яйце в почвата. Излюпването на ларвите става най-рано, в сравнение с другите скакалци – от края на март до средата на април.
- Първоначално ларвите се хранят с листата на широколистните дървесни видове и с дива тревиста растителност, след което преминават по бобовите културни растения – фасул, фий, леща, люцерна, детелина и др. Придвижването на скакалците от този вид става групово, като най-големи вреди на посевите те нанасят през май.
- Появата на възрастни насекоми става през юни. Този вид не може да лети и се придвижва чрез подскачане. Оплодената женска полага яйцата в почвата поединично на малка дълбочина (1 см).
- Горският скакалец не е плашлив и при обезпокояване не скача, а се укрива между листата.